# Taiji (philosophie)

Tàijí yīnyáng tú (太極陰陽圖 / 太极阴阳图)

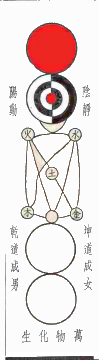
Tàijí tú

Le taiji, ou tàijí (hanzi traditionnel, kanji japonais et hanja coréen : 太極 ; chinois simplifié : 太极 ; pinyin : tài jí ; Wade-Giles : t'ai-chi ; romaji : taikyoku ; Hangul : 태극 ; romanisation révisée : tae.geug), généralement traduit en français par « faîte suprême », est une notion essentielle de la cosmogonie chinoise. Il représente la poutre faîtière d'une toiture alliée à l'idée d'ultime, évoquant en philosophie chinoise l'idée de la suprême poutre faîtière de la structure de l'univers, la clef de voûte indifférenciée d'où apparaissent le yin et le yang. C'est un des principaux symboles taoïstes et confucianistes.
Il est représenté graphiquement par le diagramme de tàijí ou tàijí tú, symbole représentant la dualité yin-yang. 
Il est le 2e état dans le système de symbolisation de « Yi », après celui de « Non-être »,  qui est lui-même le symbole du vide ou non-existant (无 / 無, wú).
La présentation de « TaiJi » est un cercle vide, ensemble avec les 2 « poissons » Yin et Yang, devient au symbole du tao (道, dào).

## Morphologie detaiji太极
Taiji se compose du caractère (太, tài), qui évoque l'idée d'importance (très grand), et 极 / 極, jí) qui désigne originellement le sommet d'une montagne, et plus tard la poutre faîtière d'une charpente à pignon. L'ensemble développe l'idée d'un axe principal, essentiel, du point central de quelque chose ; dans la pensée chinoise, cela traduit le fondement originel de l'univers. Dans la Chine ancienne, l'étoile polaire, point fixe de la voûte céleste, était ainsi nommée taiji. La traduction la plus courante, « faîte suprême », évoque l'idée de la poutre qui soutient l'existence de tous les êtres et les choses ; d'autres traductions proposent « pôle suprême » ou « extrême exigence ».